# Helge Topsøe-Jensen
Helge Gottlieb Topsøe-Jensen (15. december 1896 i København – 19. december 1976 sammesteds) var en dansk H.C. Andersen-forsker, der blandt andet reviderede en tekstudgave af H.C. Andersens erindringer Mit Livs Eventyr og arbejdede med udgivelsen af Andersens dagbøger.
Han var konsulent på dokumentarfilmen Mit Livs Eventyr fra 1955.
Han er begravet på Assistens Kirkegård i Birkerød.

## Hæder
- 1949: Ridder af Dannebrogordenen
- 1953: Medlem af Videnskabernes Selskab
- 1953: Holberg-medaljen
- 1958: H.C. Andersen-legatet
- 1961: Ridder af 1. grad af Dannebrogordenen
- 1963: H.C. Andersen-prisen
- 1968: Medlem af Kungliga Humanistiska Vetenskapssamfundet i Lund
- 1976: H.C. Andersen-samfundets ekstraordinære hæderspris

## Henvisning
- Helge Topsøe-Jensen på gravsted.dk

1. ↑  Helge Topsøe-Jensen

## Ekstern henvisning
- Litteraturpriser